# Erwin Stein
Erwin Stein (Altendiez, 5 de julho de 1931 - Hanôver, 19 de dezembro de 2018) foi um engenheiro alemão. Foi professor de mecânica técnica na Universidade de Hanôver.

## Obras selecionadas
- Erwin Stein, Franz-Otto Kopp: Konstruktion und Theorie der leibnizschen Rechenmaschinen im Kontext der Vorläufer, Weiterentwichlungen und Nachbauten. Mit einem Überblick zur Geschichte der Zahlensysteme und Rechenhilfsmittel, in der Reihe Studia Leibnitiana, Volume 42, Caderno 1, Franz Steiner Verlag
- Editor com René de Borst, Thomas J.R. Hughes: Encyclopedia of Computational Mechanics, 3 Volumes, Wiley 2004
- Editor: Adaptive finite elements in linear and nonlinear solid and structural mechanics, Springer 2005
- Editor com Ekkehard Ramm: Error-controlled adaptive finite elements methods in solid mechanics, Wiley 2003
- com Peter Wriggers, Udo Meißner (Editor): FEM in der Baupraxis, Ernst und Sohn 1998 (Tagung FEM 98 an der TU Darmstadt)
- com Walter Wunderlich (Editor): Finite Elemente - Anwendungen in der Baupraxis, Ernst und Sohn 1988 (Tagung Ruhr Universität Bochum 1988)
- Editor: Finite element and boundary element techniques from mathematical and engineering point of view, Springer 1988
- com Karl Popp: Gottfried Wilhelm Leibniz: das Wirken des großen Universalgelehrten als Philosoph, Mathematiker, Physiker, Techniker: Bilder und Texte zur Leibniz Ausstellung 2000, Wiley/VCH 2000